# 禁葷食

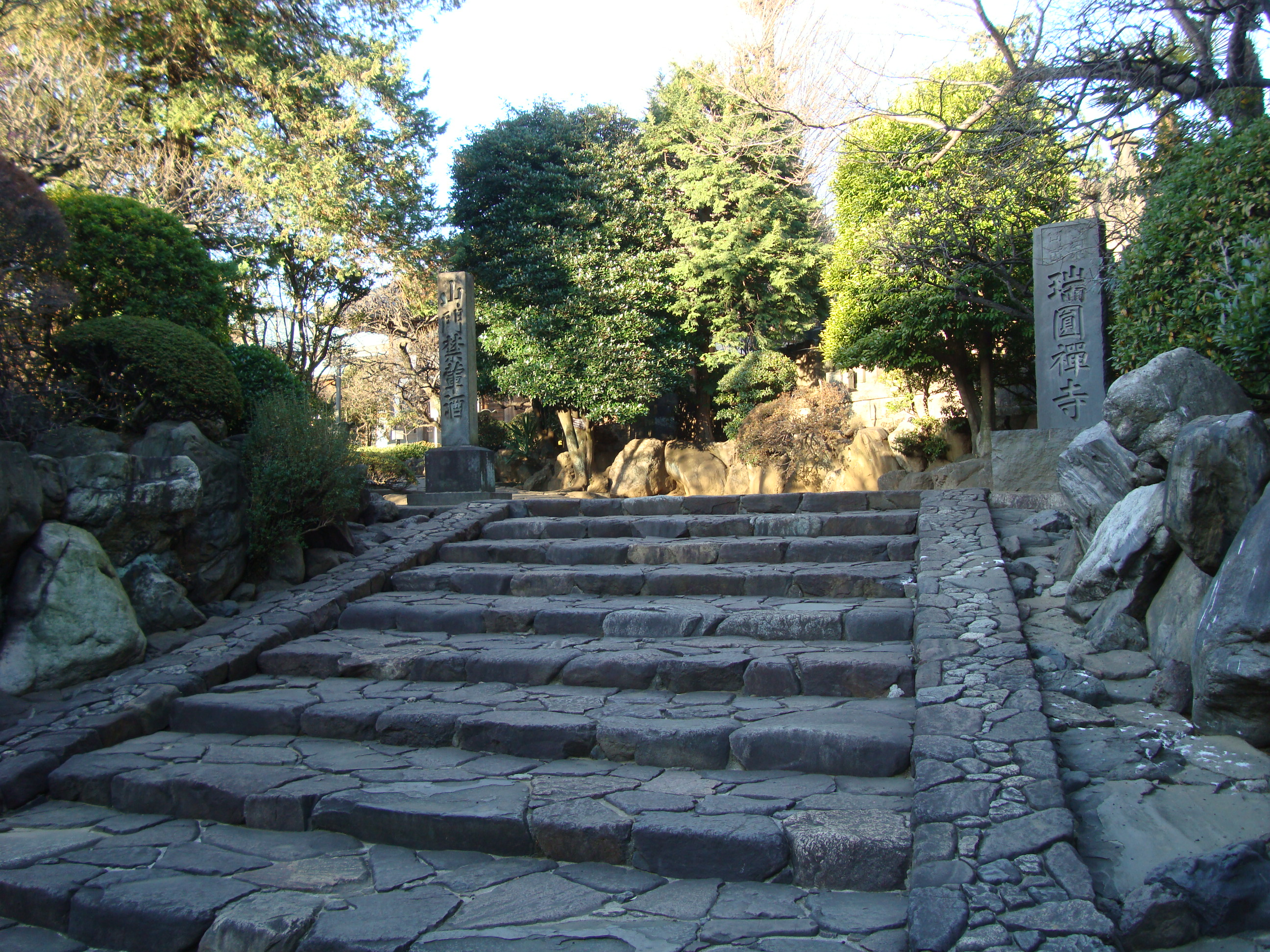
東京の瑞圓禅寺入口と山門禁葷酒の石碑（左）

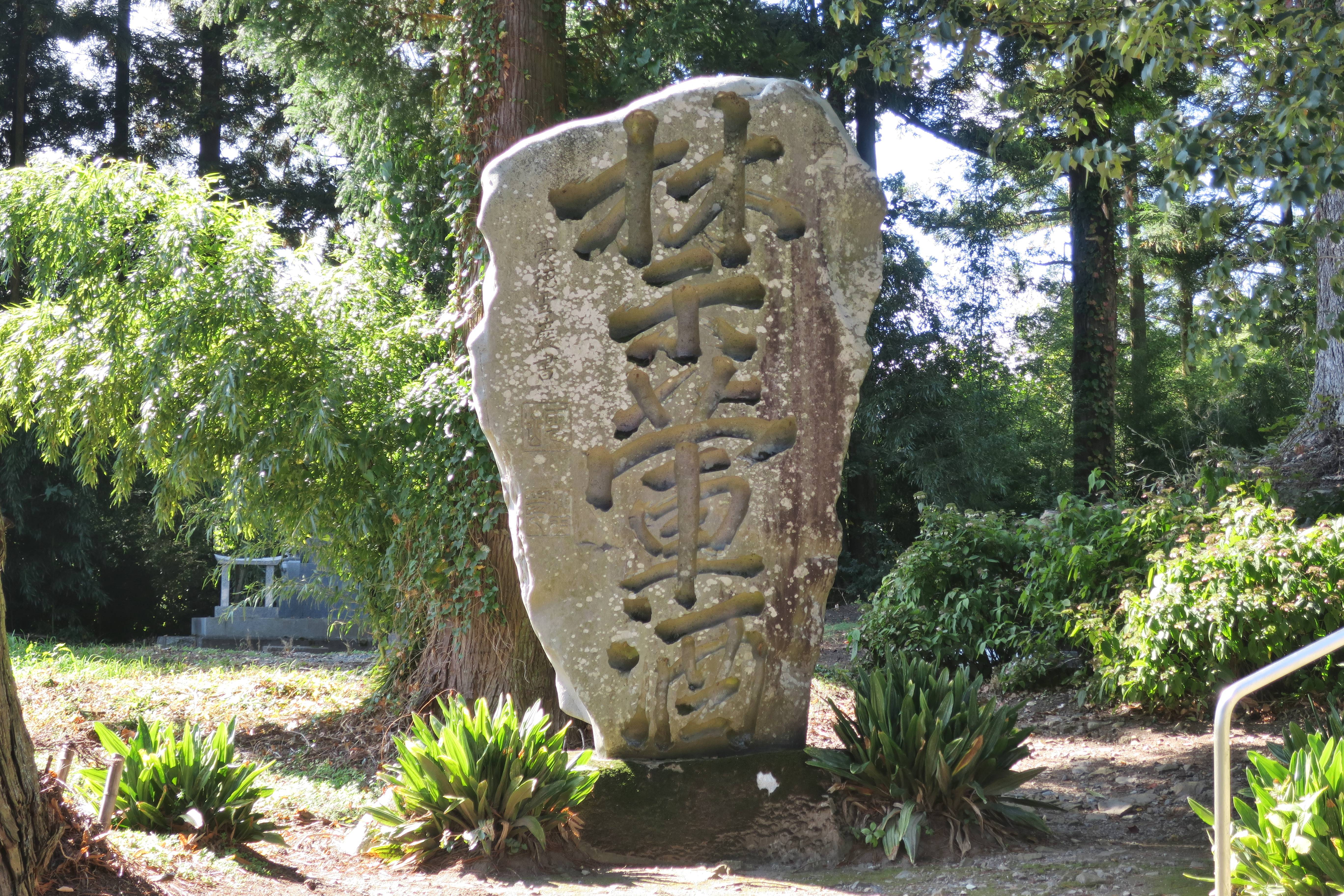
禁葷酒の石碑（金松寺、長野県松本市）

禁葷食（きんくんしょく）は、仏教の思想に基づく菜食の一種。精進料理では避けるべきと考えられている食材が大きく分けて2つあり、1つは三厭（さんえん）と呼ばれる動物性の食材、もう1つは五葷（ごくん）と呼ばれるネギ属などに分類される野菜である。
五葷の扱いは時代や地域によって異なる。
大乗仏教や道教では、殺生を禁ずる目的から、三厭（さんえん）と呼ばれる獣・魚・鳥の動物性の食品を食べることを禁じられた。また、「葷」（くん）と呼ばれる臭いの強い野菜類を食べることもさけられた。多くの場合、主にネギ属の植物であるネギ、ラッキョウ、ニンニク、タマネギ、ニラなどを避けるのが特徴である。ネギ科ネギ属の植物は、硫化アリルを成分として多く持っており、これが臭いの元となっている。『説文解字』は「葷」を「臭菜也。从艸軍声」（臭い野菜。部首は草冠で音は軍）と説明している通り、本来はネギ属の植物を指していたが、なまぐさと訓読みするように、現在の中国語では主に「素」（そ）の対義語として、動物性の食品を指すように意味が変化している。

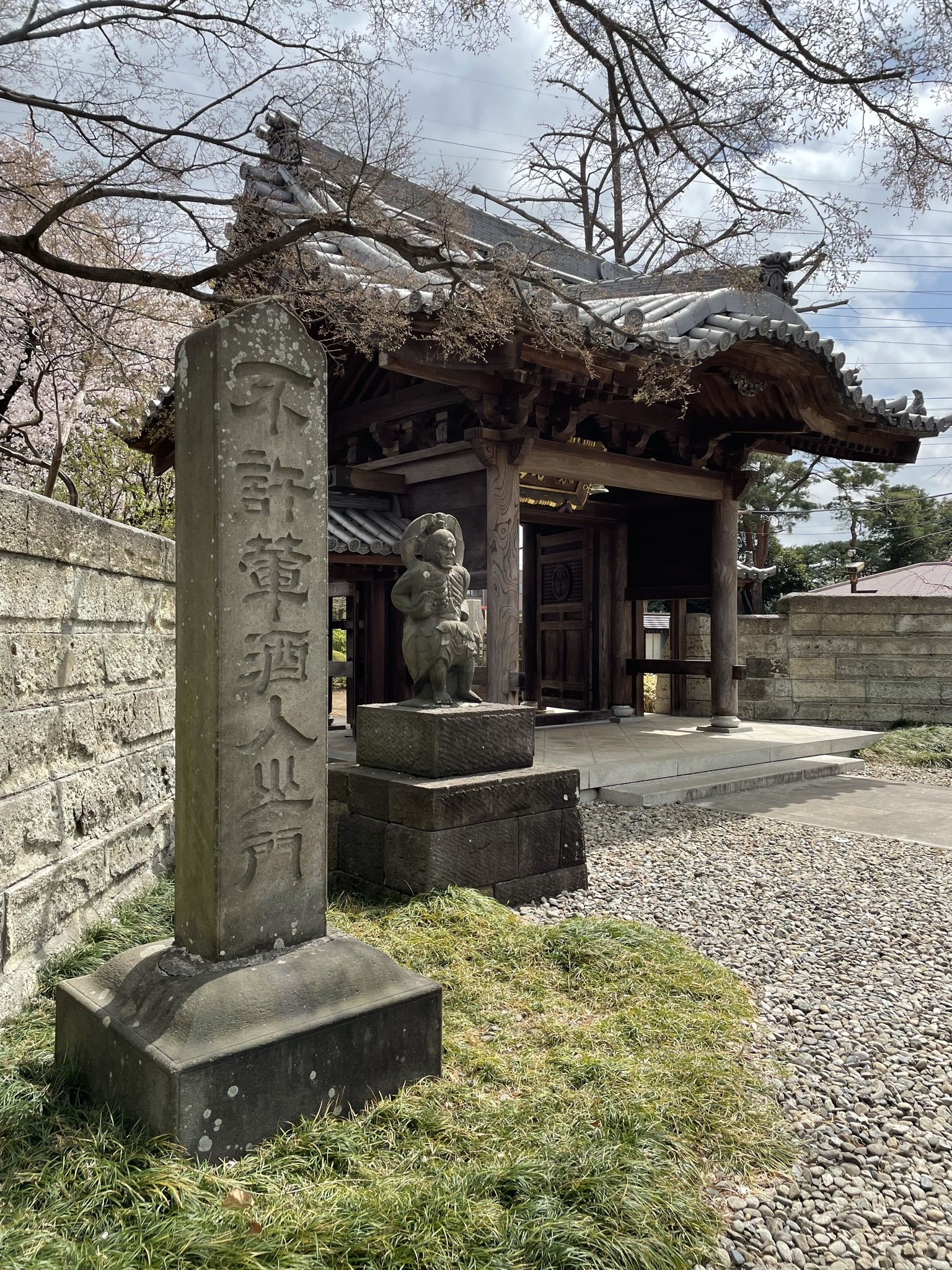
「不許葷酒入山門」の石碑。大円寺 (杉並区)

禅宗などの寺院に行くと、山門のかたわらに「不許葷酒入山門」あるいは「不許葷肉入山門」などと刻んだ戒壇碑が建っていることが多い。これは「葷酒（葷肉）の山門に入（い）るを許さず」と読み、肉や生臭い野菜を食べたり酒を飲んだりした者は、修行の場に相応しくないので立ち入りを禁ずるという意味である。

## 仏教
禁葷食に含められる植物は、ニンニク、タマネギ、ネギ、ニラ、ラッキョウ、『楞厳経』では「大蒜（ニンニク）、小蒜（ラッキョウ）、興渠（アギ）、慈葱（エシャロット）、茖葱（ギョウジャニンニク）」の五種が挙げられており、『梵網経』では「五辛」と称して「葱（ネギ）、薤（ラッキョウ）、韮（ニラ）、蒜（ニンニク）、興渠（アギ：アサフェティダ）」の5種が、『楞伽経』でも「五辛」と称して「大蒜（ニンニク）、茖葱（ギョウジャニンニク）、慈葱（エシャロット）、蘭葱（ニラ）、興渠（アギ）」を挙げている。これらの内、アギのみがセリ科の植物で、他は全てネギ科ネギ属の植物である。
三厭は、獣・鳥・魚介を指し、動物性のものすべてを指す。

## 道教
仏教における禁葷食は、中国固有の宗教である道教の儀礼（「道門科儀」と称する）にも取り入れられた。道教儀礼の具体方法を記したもののひとつ『朝真儀』にはネギ、ラッキョウ、ニラ、ニンニク、チーズ等を食べてはならないと記されている。本草綱目には道家の一派である錬形家が「小蒜（ラッキョウ）、大蒜（ニンニク）、韭（ニラ）、蕓薹（アブラナ類）、胡荽（コリアンダー）」を「五葷」とするとの記述がある。「蕓薹」はアブラナ科、「胡荽」はセリ科の植物である。清浄な物だけを食べる「食斎」と、粗食、節食によって、体内の「五臓清虚」が保てると考えられている。
仏教と異なり、三厭は、鳥のうち雁、獣のうち犬、魚のうち烏魚（ボラ）又は鱉（スッポン）をさす。